# An Unsullied Shield
An Unsullied Shield è un cortometraggio muto del 1913 scritto e diretto da Charles Brabin.

## Trama
Discendente degenere di una gloriosa schiatta, mentre dorme vede animarsi i ritratti dei suoi antenati che lo ammoniscono per la sua condotta.

## Produzione
Il film fu prodotto dalla Edison Company.

## Distribuzione
Distribuito dalla General Film Company, il film - un cortometraggio in una bobina - uscì nelle sale cinematografiche statunitensi il 7 gennaio 1913. Venne distribuito anche nel Regno Unito il 9 aprile 1913.
Copia della pellicola viene conservata negli archivi del Museum of Modern Art di New York.